# マーク・ホドラー
マーク・ホドラー（Marc Hodler、1918年10月26日 - 2006年10月18日）は、スイスの法律家。ベルン出身。
1951年から1998年まで国際スキー連盟(FIS)会長、1963年より国際オリンピック委員会(IOC)理事、1993年から1997年までIOC副理事を務めた。
1998年の長野オリンピックでは滑降コースのスタート地点引き上げ問題で組織委員会と対立するなど、スキー界の強力な指導者として知られた。
2006年10月18日、脳出血によりスイスにて死去。87歳。